# Heike Werner

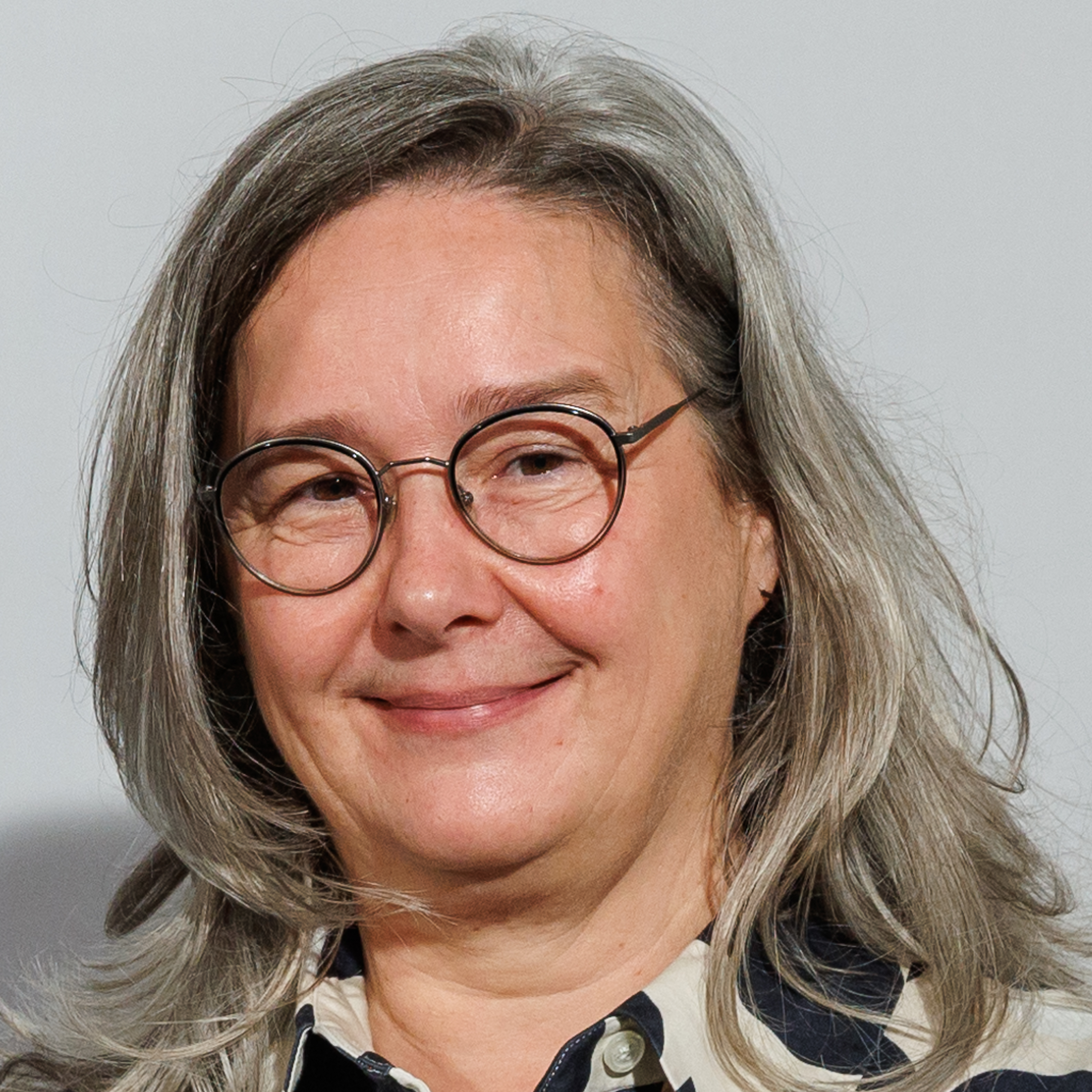
Heike Werner (2024)

Heike Werner (* 30. Januar 1969 in Berlin) ist eine deutsche Politikerin (Die Linke). Von 1999 bis 2014 war sie Abgeordnete im Sächsischen Landtag und von 2019 bis 2020 im Thüringer Landtag. Von 2014 bis 2024 war sie mit kurzer Unterbrechung Ministerin für Arbeit, Soziales, Gesundheit, Frauen und Familie des Freistaats Thüringen.

## Leben
Nach dem Abitur war Werner von 1987 bis 1989 bei der Kreisleitung der FDJ in Zwickau tätig. Im Anschluss daran begann sie mit dem Studium des Marxismus-Leninismus und der Philosophie an der Universität Leipzig. Nach der Wende wechselte sie 1991 zur Erziehungswissenschaft und Soziologie, schloss das Studium allerdings nicht ab.
Werner ist verheiratet und hat zwei Kinder.

## Politik
Werner war 1988 bis 1989 Mitglied der SED. 1989 zählte sie des Weiteren zu den Gründungsmitgliedern der Marxistischen Jugendvereinigung „Junge Linke“ und war 1997 bis 2000 deren Sprecherin für Sachsen. 1999 trat sie in die PDS ein und ist heute Mitglied der Partei Die Linke.
Dem Sächsischen Landtag gehörte Werner ebenfalls seit 1999 an. Ihr Mandat erreichte sie stets über die Landesliste. Seit 2004 war sie zudem eine der stellvertretenden Vorsitzenden der dortigen Linksfraktion und während der Legislaturperiode zwischen 2004 und 2009 Mitglied im Ausschuss für Schule und Sport sowie im Ausschuss für Wissenschaft, Hochschule, Kultur und Medien. In dieser Zeit agierte sie auch als Sprecherin ihrer Fraktion für Wissenschafts-, Hochschul- und Gleichstellungspolitik. Ab 2009 war sie schließlich Vorsitzende des Ausschusses für Soziales und Verbraucherschutz sowie erneut Mitglied im Ausschuss für Schule und Sport.

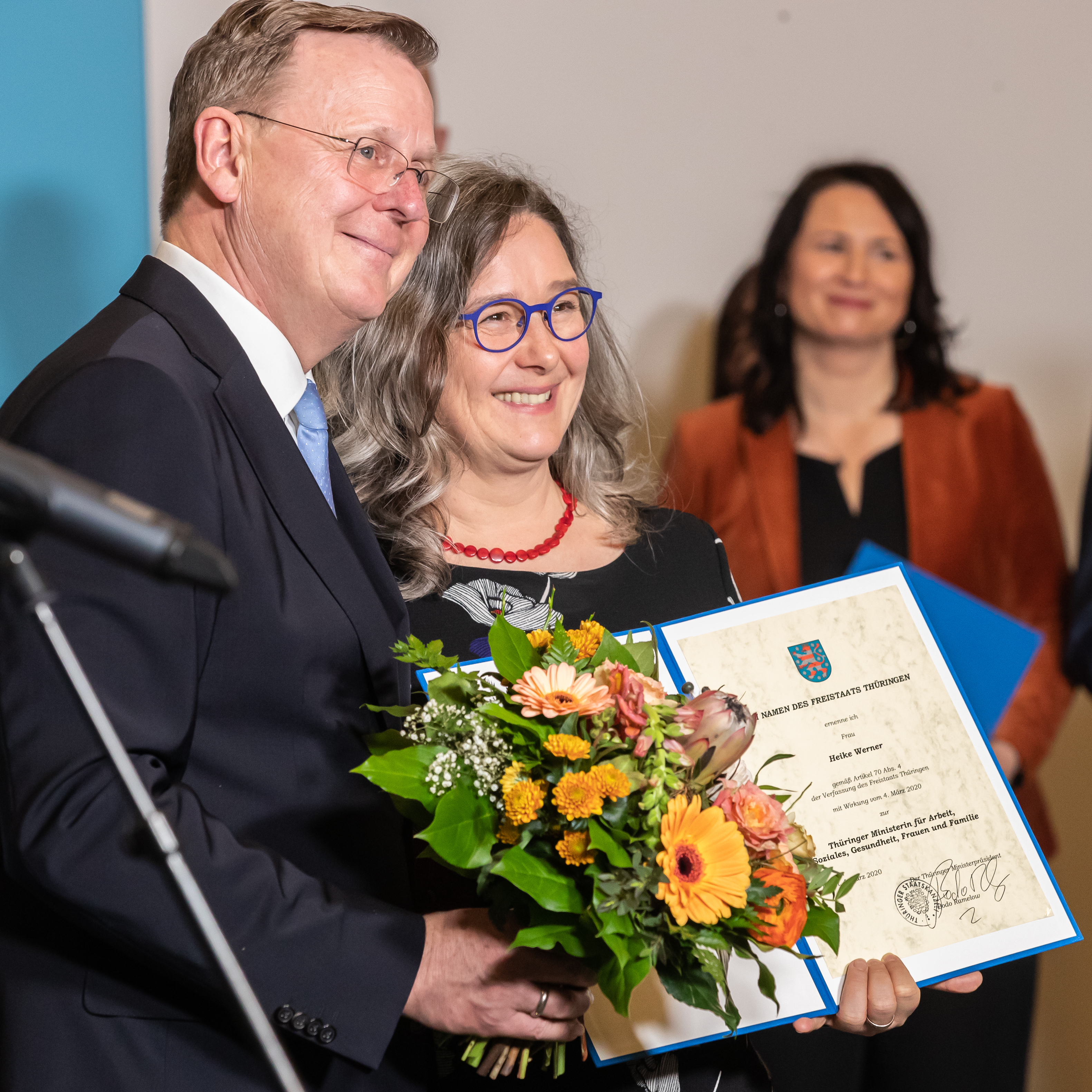
Bodo Ramelow (l.) ernennt Heike Werner (r.) zum Ministerin für Arbeit, Soziales, Gesundheit, Frauen und Familie des Freistaates Thüringen am 4. März 2020.

Bei der Landtagswahl in Sachsen 2014 verpasste Werner auf Listenplatz 27 den Wiedereinzug in den Landtag. Stattdessen wurde sie im selben Jahr zur Ministerin für Arbeit, Soziales, Gesundheit, Frauen und Familie des Freistaates Thüringen im Kabinett von Ministerpräsident Bodo Ramelow ernannt. Bei der Landtagswahl am 27. Oktober 2019 zog sie über die Landesliste in den Thüringer Landtag ein. Am 5. Februar 2020 schied sie vorübergehend aus dem Ministeramt aus. Am 4. März 2020 wurde Werner im Kabinett Ramelow II erneut zur Ministerin ihres bisherigen Ministeriums ernannt. Am 13. Juli 2020 legte sie ihr Landtagsmandat nieder. Ihr folgte Iris Martin-Gehl nach. Mit dem Amtsantritt des Kabinetts Voigt schied sie am 13. Dezember 2024 aus dem Ministeramt aus.
Nach der Wahl der bisherigen Landesparteivorsitzenden Susanne Hennig-Wellsow zur Bundesparteivorsitzenden übernahm Werner Anfang März 2021 gemeinsam mit Steffen Dittes kommissarisch den Landesparteivorsitz.
Von 2009 bis 2015 war Werner zudem Fraktionsvorsitzende der Linksfraktion im Kreistag des Landkreises Leipzig.
Von 2016 bis 2018 war sie Mitglied des Kuratoriums des Instituts Solidarische Moderne (ISM).